# Maledetti vi amerò
Maledetti vi amerò è un film del 1980 diretto da Marco Tullio Giordana, vincitore del Pardo d'Oro al Festival di Locarno.
Fu presentato nella sezione Un Certain Regard del 33º Festival di Cannes.

## Trama
Riccardo detto "Svitol", protagonista attivo del Sessantotto, torna in patria dopo cinque anni in Venezuela. Giunto in Italia, si ritrova spaesato di fronte agli enormi cambiamenti a cui il paese è stato soggetto. In particolare, Svitol rimane confuso dai vecchi amici e compagni di militanza. Guya, una vecchia fiamma, gestisce un negozio e ha una figlia di cui non conosce il padre, e si comporta da donna borghese ed emancipata. Carlino, invece, è diventato ricco grazie ad una serie di investimenti in borsa. Paradossalmente, l'unica persona con cui Svitol riesce a capirsi è un commissario di Polizia. 
Svitol, allora, comincia a interrogarsi sul senso del decennio di protesta appena trascorso. Da alcune riviste copia su carta i contorni dei cadaveri di alcune vittime della violenza che ha caratterizzato gli anni '70. Il fatto che le didascalie sulle riviste, che identificano una vittima come persona di destra o di sinistra, spariscano nel momento in cui Svitol riproduce a matita i contorni dei cadaveri, lo fanno dubitare della bontà di alcune sue posizioni e idee del passato.

## Critica
«una testimonianza affannata e a tratti un po' retorica... un esordio all'epoca ritenuto promettente» ** 

## Riconoscimenti
- 1980 - Festival del cinema di Locarno
  - Pardo d'oro